# Епікур
Епікур (грецькою: Επίκουρος) (341 до н. е., Самос — 270  до н. е., Афіни) — давньогрецький філософ-матеріаліст. До нас дійшли лише фрагменти праць філософа. Філософський напрямок епікуреїзм досить широко впливав на свідомість мислителів наступних етапів еллінської епохи, зокрема Риму.
Як і інші атомісти, Епікур навчав про безмежну кількість світів.

## Біографія
В 306 році до н. е. заснував філософську («епікурейську») школу в Афінах, використовуючи головні положення філософії Демокріта (вчителем Епікура був послідовник Демокріта Навсіфан). Водночас Епікур створив зовсім нову атомістичну теорію. Відмінність полягає в тому, що у Демокріта рух атомів здійснюється у порожнечі винятково за законом падіння тіл під власною вагою, у Епікура — поряд із дією закону падіння з'являється ще один чинник — атом виявляє властивість «самочинного відхилення» від «лінії необхідності».
Ідея Епікура про самочинне відхилення атомів є специфічним відображенням факту з'явлення у людей нових якостей — індивідуальної свободи, певного мінімуму соціальної автономії особи. Людина — цей «соціальний атом» — набуває в собі (а не в космічному світопорядку, котрий розчиняє індивіда, його неповторність) автономного, самодостатнього ґрунту свого волевиявлення. В цілому, головна увага Демокріта звернена на закони існування об'єктів (людина теж лише об'єкт), у Епікура — до суб'єкта. Епікура хвилювало не саме по собі вчення про Космос як сукупність атомів, а проблема можливості відхилень, випадків, суб'єктивного водіння.
Сенс своєї ідеї про самочинне відхилення атома від лінії необхідності Епікур вбачав в основному правилі мудрості — вміти відхилятися від незадоволення, страждань. Йдеться саме про «відхилення» від страждань, а не про гонитву за задоволенням бажань. Гонитва за бажаннями завжди приносить свою протилежність — невдоволеність.
Епікур вбачає в теорії світу ідей Платона, вченні про «перший двигун» Арістотеля дію надприродних сил, які не залишають місця випадкові, свободі волі людини. Якщо боги існують, то вони живуть у просторах між світами і не втручаються в земні справи.
Послідовно дотримуючись атомістичної теорії, Епікур робив висновок, що душа людини — тілесна. Смерть тіла є смерть душі, бо сутність душі — рух атомів у тілі. Відповідно до такого розуміння людини, й суб'єктивних властивостей він розробляє послідовно сенсуалістське вчення про пізнання. Світ пізнається за допомогою мислення та чуттів, між якими немає великої різниці, бо і чуття, і мислення спричинені рухом атомів. Критеріями істини визнаються чуттєві сприйняття (витікання образів, викидів з речей), поняття (або загальні уявлення, тотожні спогадам).
Епікур створив життєствердну етику, яка за своїм спрямуванням оптимістична й утилітарна. Згідно з нею, моральне життя потребує дотримання міри в усьому. Ідеал — у задоволенні природних, а не надуманих бажань. Справедливість у тому, щоб не шкодити іншому і не зазнавати шкоди від іншого. В основі взаємозв'язків людей лежить особиста вигода, що розповсюджується і на безкорисливу дружбу. Мудрість (філософія) не тільки дає знання, а й духовну насолоду. Мудрець — не безтурботний пустельник, що відійшов від життя, а знавець життя, який піднявся над буденністю, здатний виявляти свою волю.